# Paul Toungui
Paul Toungui (ur. 7 września 1950) – gaboński polityk, minister finansów w latach 1990-1994 oraz 2001-2008, minister spraw zagranicznych od 2008.

## Życiorys
Paul Toungui urodził się w miejscowości Okonja, w prowincji Ogowe Górne w południowo-wschodnim Gabonie. Ukończył studia matematyczne we Francji. W latach 1983–1990 był dyrektorem generalnym Instytutu Ekonomii i Finansów).
W wyborach parlamentarnych w 1990 został wybrany z ramienia Gabońskiej Partii Demokratycznej w skład Zgromadzenia Narodowego. W tym samym roku objął stanowisko ministra finansów i budżetu, zajmując je do marca 1994.
Od marca 1994 do stycznia 2001 Toungui pełnił funkcję ministra kopalń, energii i ropy naftowej. W styczniu 1999 został odpowiedzialny również za zasoby wodne w kraju. W wyborach parlamentarnych w 1996, w 2001 oraz w 2006 odnawiał swój mandat parlamentarny. Od stycznia 2001 do października 2008 zajmował stanowisko ministra gospodarki, finansów, budżetu i prywatyzacji. 9 października 2008 objął urząd ministra spraw zagranicznych, współpracy, Frankofonii i integracji regionalnej. Swoje stanowisko zachował w rządach premiera Paula Biyoghé Mby powołanych w lipcu i w październiku 2009.
Paul Toungui od 1995 jest mężem Pascaline Bongo, córki prezydenta Gabonu Omara Bongo.